# مراد (فیلم)
مراد فیلمی به کارگردانی سردار ساگر و نویسندگی سردار ساگر و میرناصر شریفی محصول سال ۱۳۳۳ است.

## بازیگران
- علی محزون
- هایده
- همت آزاد
- ایرج دوستدار
- زری ودادیان
- حلمی
- لیلا
- عزت اله وثوق